# Neun Strömungen und Zehn Denkschulen
Die sogenannten Neun Strömungen und Zehn Denkschulen (chinesisch 九流十家, Pinyin jiǔ liú shí jiā) sind eine Sammelbezeichnung für verschiedene chinesische philosophische Schulen und Geistesströmungen der Vor-Qin-Zeit. Der Begriff geht auf den chinesischen Historiker Ban Gu zurück. 
Im bibliografischen Abschnitt (藝文志,  Yìwénzhì) der Geschichte der Früheren Han-Dynastie (漢書,  Hàn shū) listet Ban Gu die folgenden neun Richtungen und zehn Denkschulen auf:
- Konfuzianismus (儒家,  Rújiā)
- Daoismus (道家,  Dàojiā)
- Yin-Yang-Schule (陰陽家,  Yīnyángjiā)
- Legalismus (法家,  Fǎjiā)
- Schule der Namen (名家,  Míngjiā)
- Mohismus (墨家,  Mòjiā)
- Schule von Vereinigung und Entflechtung[2] (縱橫家,  Zònghéngjiā)
- Eklektiker-Schule  (雜家,  Zájiā)
- Schule der Ackerbauern/Landwirtschaftsschule (農家,  Nóngjiā)
- Schule der Alltäglichen Gespräche (小說家,  Xiǎoshuōjiā) - Denkschule, aber keine eigenständige philosophische Strömung

Die Neun Strömungen und Zehn Denkschulen sind ebenfalls Teil der Hundert Schulen.